# Hangaku Gozen
Dama Hangaku (坂額御前 Hangaku Gozen) fou una samurai i guerrera (onna-bugeisha) del japó feudal que visqué a finals del període Heian i el principi del període Kamakura. També se la conegué com a Hangaku (板額 o 飯角). Fou filla del guerrer Jō Sukekuni (城資国) i els seus fills foren Jō Sukenaga (城資永) i Jō Nagamochi (城長茂) (o Sukemochi (助茂)).
La paraula gozen és un títol honorífic, que es podria traduir com «dama» i que es concedia majoritàriament a les dones, si bé alguns homes també el portaren.

## Carrera i captura
Durant els anys 1180-1185, Tomoe Gozen lluità en la Guerra Genpei juntament amb els homes del clan Jō, guerrers aliats del clan Taira, a la província Echigo (actualment, la Prefectura de Niigata). Foren vençuts a les Guerres Genpei i perderen la major part del seu poder. En 1201, juntament amb el seu nebot Jō Sukemori (城資盛), convocà un exèrcit per fer front a l'intent de Sukemoto (l'aixecament de Kennin) d'enderrocar al shogunat Kamakura. Hangaku i Sukenaga adoptaren una tàctica defensiva quan el castell Torisakayama, on es trobaven, fou atacat per Sasaki Moritsuna (佐々木盛綱). Hangaku liderà 3.000 soldats contra un exèrcit de 10.000 efectius lleial al clan Hōjō.
Al final va ser ferida per una fletxa i capturada; després d'això les defenses es van ensorrar. Hangaku va ser traslladada a Kamakura. Quan se la va presentar al shōgun Minamoto no Yoriie, va conèixer Asari Yoshitō (浅 利 義 遠), un guerrer del clan Kai-Genji que va rebre el permís de la shōgun per casar-se amb ella. Després d'això visqueren a Kai, on es diu que va tenir una filla.